# Luís Figueira (médico)
Luís Figueira (Alfundão, Ferreira do Alentejo, 9 de Novembro de 1894 - São João do Estoril, 29 de Dezembro de 1969), foi um médico, professor e deputado português.

## Biografia
Nasceu em 9 de Novembro de 1894, na freguesia de Alfundão, no concelho de Ferreira do Alentejo. Frequentou a Faculdade de Medicina da Universidade de Lisboa, onde concluiu a licenciatura em medicina e o doutoramento. Fez a especialização em medicina sanitária e malariologia na cidade alemã de Hamburgo, onde foi bolseiro da Junta Nacional da Educação. Foi estagiário na Scuola Superiore de Malariologia, em Roma.
Trabalhou na Faculdade de Medicina de Lisboa entre 1918 e 1942, como assistente de bacteriologia, tendo sido igualmente chefe de serviço e sub-director no Instituto Bacteriológico de Câmara Pestana, onde ganhou o prémio Câmara Pestana em 1920. Foi chefe de laboratório no Hospital do Rego, e do laboratório de doenças infecto-contagiosas no Hospital Curry Cabral. Foi membro de várias organizações nacionais e estrangeiras, como a Ordem dos Médicos, onde alcançou o posto de bastonário. Em 1930 foi nomeado pela Direcção-Geral de Saúde para frequentar, em conjunto com o médico Fausto Nunes Landeiro, os cursos e o estágio da Comissão de Paludismo da Organização de Higiene da Sociedade das Nações.
Exerceu igualmente como professor universitário, e ensinou Higiene e Enfermagem Escola Central de Graduados da Mocidade Portuguesa Também foi membro da Junta Nacional da Educação, e comissário nacional adjunto na Mocidade Portuguesa. Foi deputado à Assembleia Nacional na legislatura de 1938 a 1942, e procurador na Câmara Corporativa durante a quinta legislatura, tendo feito parte da divisão de Interesses espirituais e morais, e colaborado no Regulamento Geral das Edificações.
Faleceu em 29 de Dezembro de 1969, aos 75 anos de idade, na sua residência em São João do Estoril. Estava casado com Maria José de Oliveira Figuelra e era pai de Maria Domingas de Matos Figueira, Maria Rosa de Matos Figueira Burguete, João Henrique de Matos Figueira, e Luis António de Matos Figueira.
Foi condecorado com o grau de cavaleiro da Ordem Militar da Torre e Espada em 17 de Junho de 1933, e de oficial da Ordem da Instrução Pública em 19 de Agosto de 1941.